# Julian Koch
Julian Koch (Schwerte, 1990. november 11. –) német korosztályos válogatott labdarúgó, edző.

## Pályafutása

### Klubcsapat
1994-ben került a VfL Hörde csapatához, ahol egészen 2001-ig nevelkedett. Ezután a Borussia Dortmund akadémiájára került, ahol előbb a B csapatba került, majd a felnőttekhez. 2008 júliusában a tartalékok között debütált a Mainz 05 II ellen. Első gólját a Preußen Münster ellen szerezte meg még ebben a szezonban.
2010. március 6-án debütált a Bundesligában a Borussia Mönchengladbach ellen 3-0-ra megnyert mérkőzés 85 percében Kevin Großkreutz cseréjeként. 2010 májusában kölcsönbe került az MSV Duisburghoz. A szezon közben térdsérülést szenvedett, de 2012-ben újabb kölcsön keretében visszatért a klubhoz. 2013 júniusában aláírt az 1. FSV Mainz 05 együtteséhez. 2015-ben félévre kölcsönbe a St. Pauli csapatában szerepelt. Az itt lejátszott 15 mérkőzésén felkeltette a Fortuna Düsseldorf vezetőinek a figyelmét.  Nyáron visszatért a  Mainzhoz és átigazolt a Düsseldorf klubjába. 2017. január 22-én bejelentették, hogy a Ferencváros játékosa lett. Két és fél évet játszott a magyar csapatban, amellyel a 2018-2019-es szezonban bajnok lett. Nem tudott alapemberévé válni a csapatnak, mindössze huszonkét tétmérkőzésen lépett pályára a zöld-fehér csapatban. 2019 június 30-án lejárt a szerződése, majd távozott a klubtól. 2019. július 4-én bejelentette, hogy a német Bochum U17-es keretének az edzőjeként elkezdte edzői pályafutását,  miközben játékosként is pályára lépett az amatőr VfL Hörde színeiben.

### A válogatottban
2007 és 2008 között a német U17-es válogatottban és az U18-as válogatottban 1-1- alkalommal lépett pályára. 2009. november 13-án a német U20-as válogatottban debütált az osztrák U20-as válogatott ellen. 2010. október 11-én az Ukrán U21-es labdarúgó-válogatott ellen debütált a német U21-es labdarúgó-válogatottban.

## Sikerei, díjai

### Klubsikerek
- Borussia Dortmund
  - Bundesliga bajnok: 2011–12
  - Német kupagyőztes: 2011–12
- Ferencvárosi TC
  - Magyar kupagyőztes: 2017
  - Magyar bajnoki ezüstérmes: 2018
  - Magyar bajnok: 2019[14]